# Justus Perthes
Pour les articles homonymes, voir Perthes.
Johan Georg Justus Perthes, né à Rudolstadt le 11 septembre 1749 et mort à Gotha le 2 mai 1816, est un éditeur allemand, fondateur de la maison d'édition du même nom.

## Biographie
En 1785, il fonde la maison d'édition Justus Perthes, à Gotha. Son fils Wilhelm Perthes (1793-1853), vient l'y rejoindre en 1814, après avoir travaillé à Hambourg dans l'atelier du neveu de Justus, Friedrich Christoph Perthes (de). À la mort de Justus, Wilhelm prend le contrôle de la société, et se lance dans l'édition d'atlas géographiques, notamment le célèbre Handatlas d'Adolf Stieler.
Il travaille avec les plus éminents géographes allemands de son temps, Stieler, Heinrich Berghaus, Christian Gottlieb Reichard, Karl Spruner et Emil von Sydow. L'affaire passe ensuite entre les mains du fils de Wilhelm, Bernard Wilhelm Perthes (1821-1857), qui s'associe avec August Petermann et Bruno Hassenstein.

## Galerie

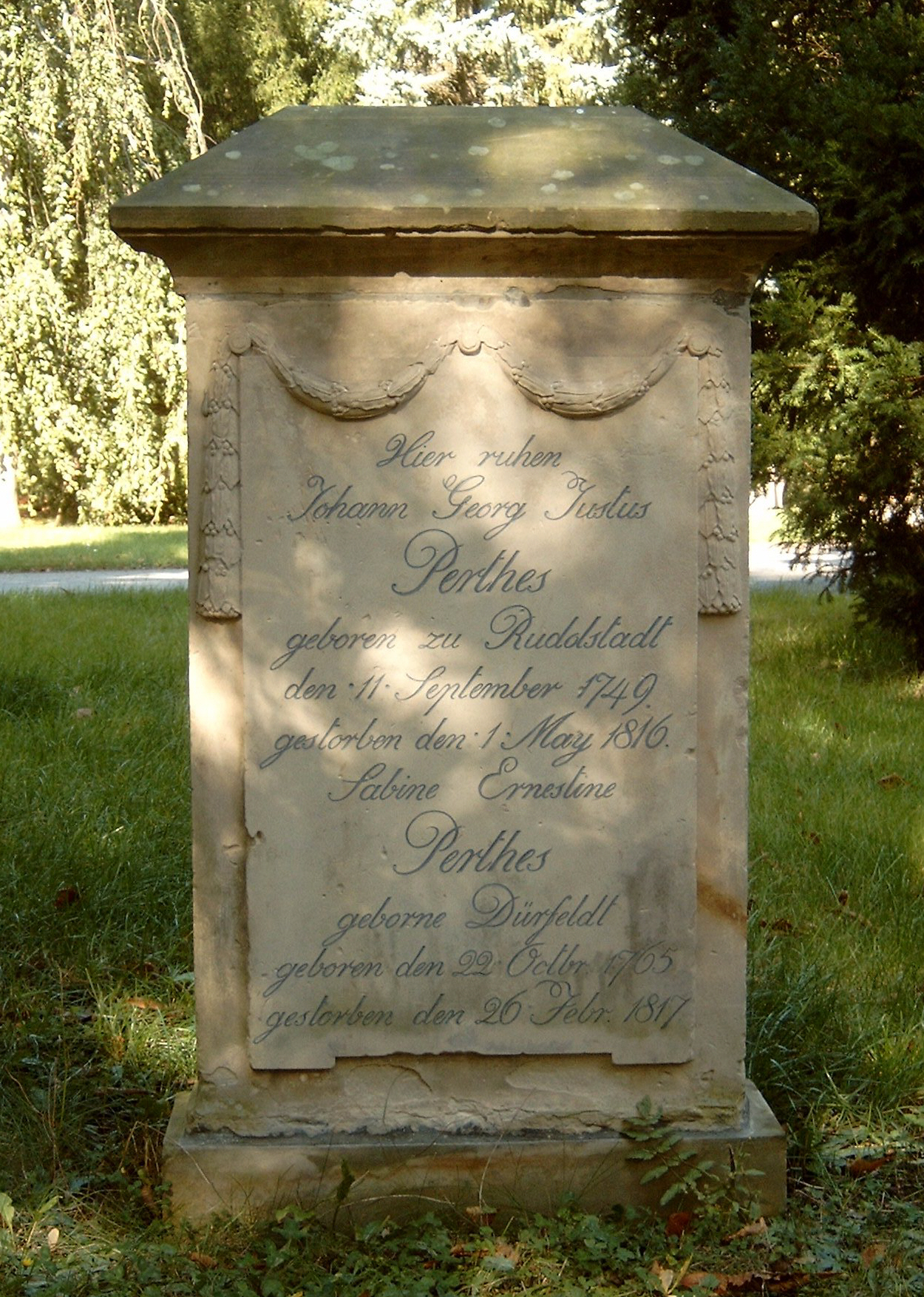
Tombe de Justus Perthes à Gotha
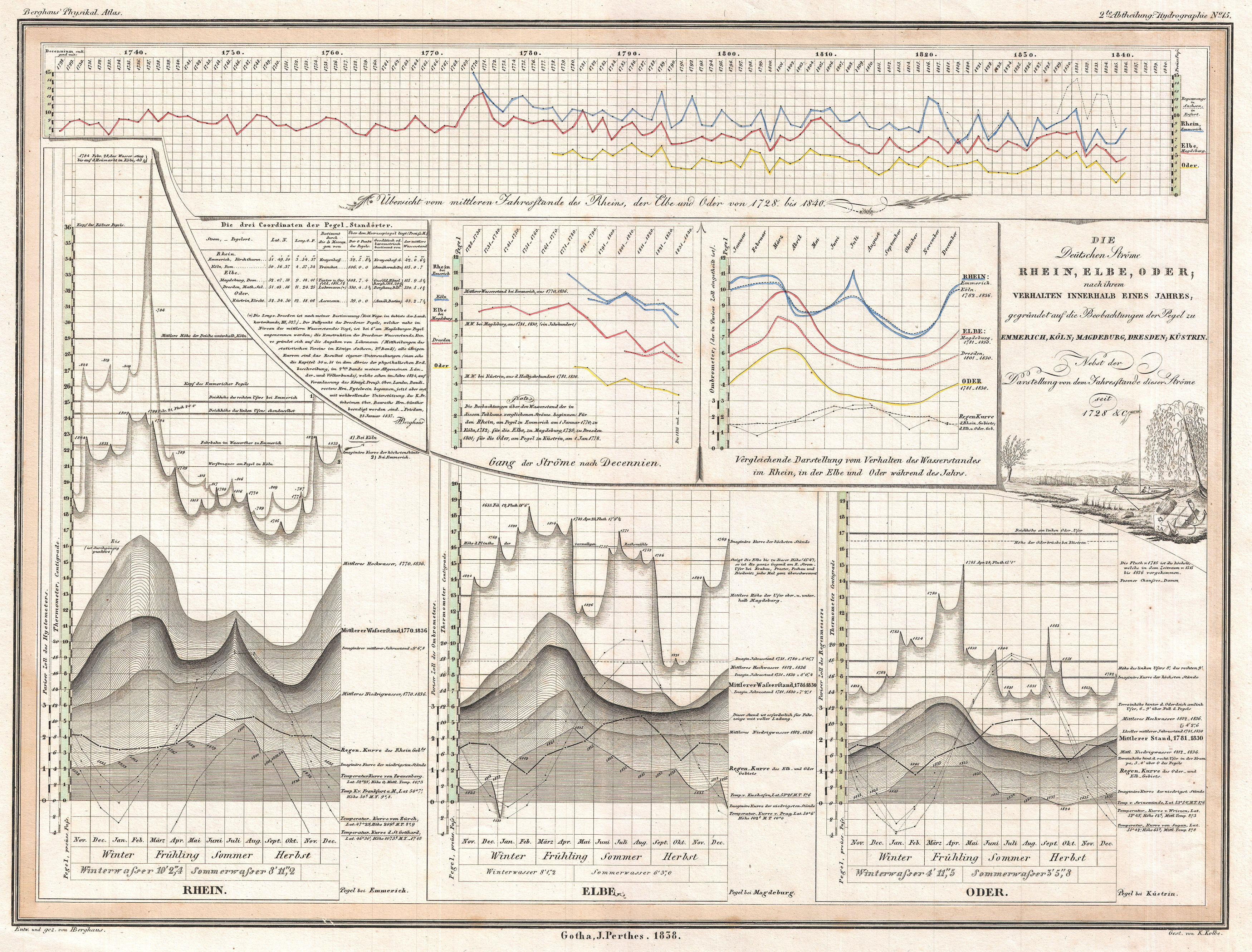
Graphique du Rhin, de l'Elbe et des rivières, publié en 1838.
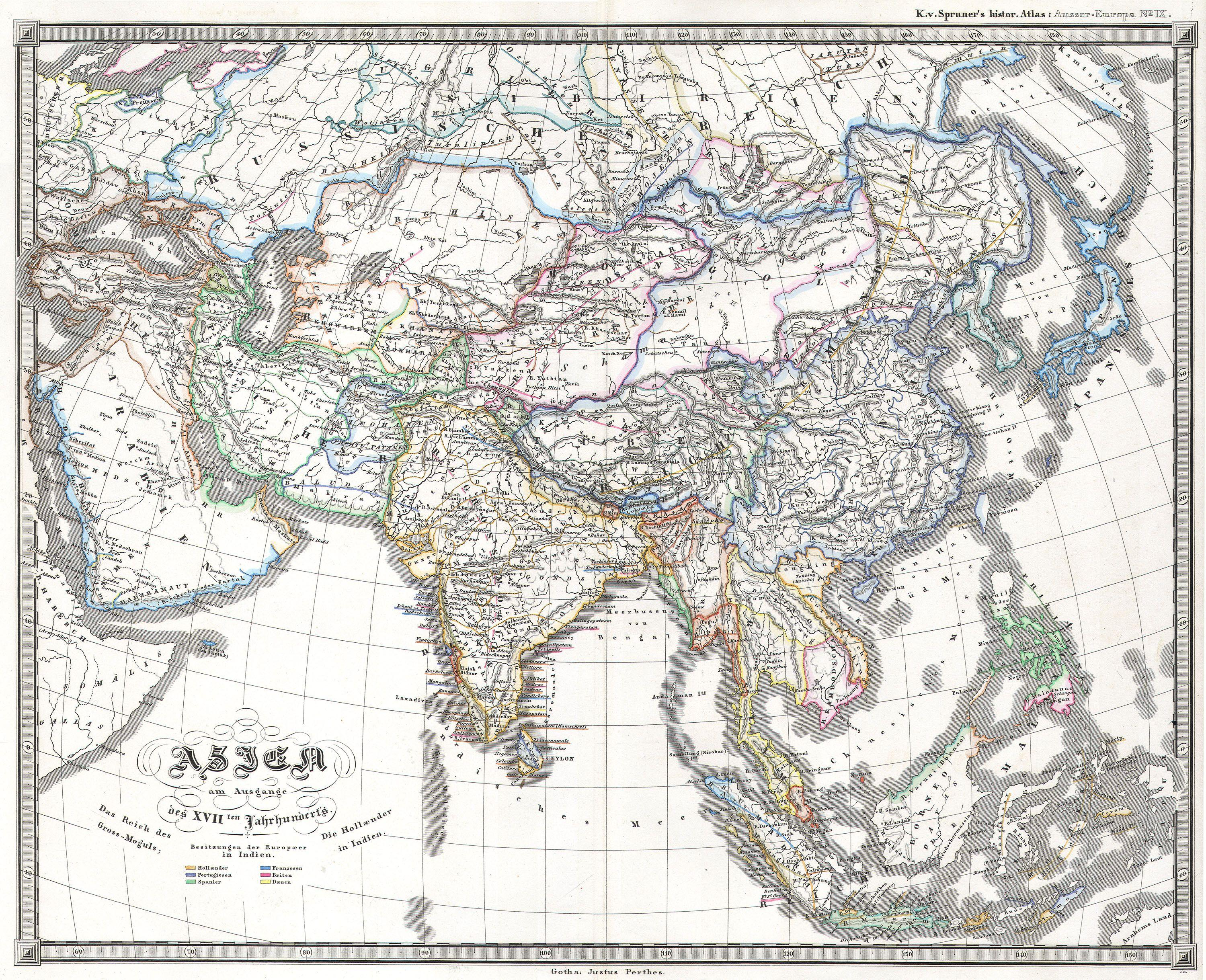
Carte de l'Asie au XVIIe siècle, publié en 1855.
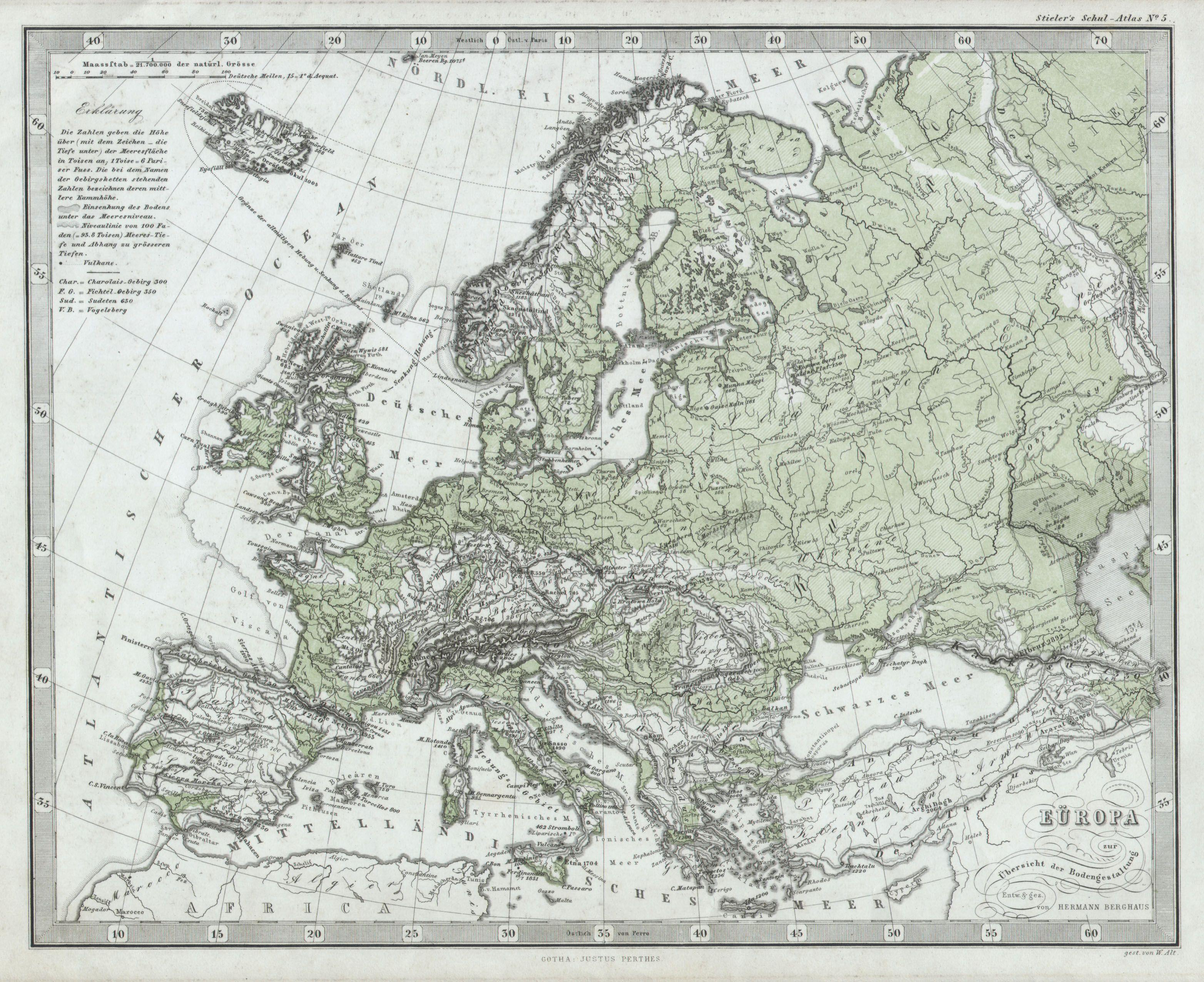
Carte physique de l'Europe.